# Millettia mossambicensis
Millettia mossambicensis är en ärtväxtart som beskrevs av Jan Bevington Gillett. Millettia mossambicensis ingår i släktet Millettia och familjen ärtväxter. IUCN kategoriserar arten globalt som otillräckligt studerad. Inga underarter finns listade i Catalogue of Life.